# Васілє Тарлєв
Васілє Тарлєв (рум. Vasile Tarlev, болг. Василе Тарлев, нар. 9 жовтня 1963, Башкалія, Бессарабський район, Молдавська РСР) — молдовський політик болгарського походження, прем'єр-міністр Молдови (2001—2008), співголова партії «Відродження», лідер громадського руху «Друзі Росії в Молдові».

## Життєпис
Народився 9 жовтня 1963 в селі Башкале Бессарабського району Молдовської РСР в болгарській родині.
Після закінчення середньої школи в 1980, працював водієм у радгоспі «Перемога» в рідному селі.
У 1981—1983 проходив військову службу в Радянській армії.
У 1985—1990 навчався в Кишинівському політехнічному інституті ім. С. Лазо на технологічному факультеті.
Після закінчення інституту призначений головним механіком Виробничого об'єднання «Букурія».
З 1991 обіймав посаду заступника головного інженера, потім головного інженера АТ «Букурія».
З вересня по жовтень 1993 навчався на курсах «Розвиток промисловості, торгівлі та організація ринку збуту в умовах ринкової економіки» в США. Того ж року призначений на посаду заступника генерального директора, а в 1995 — на посаду генерального директора «Букур». Обіймав цю посаду до 2001.
19 квітня 2001 вотумом довіри парламенту Молдови обраний на посаду прем'єр-міністра.
6 березня 2005 обраний депутатом Парламенту Республіки Молдова.
19 квітня 2005 на підставі вотуму довіри парламенту вдруге став прем'єр-міністром Молдови. Подав у відставку 19 березня 2008. Наступного дня парламент Молдови прийняв це.

## Політична діяльність
2008 — очолив громадську організацію «Друзі Росії в Молдові»
29 вересня 2008 одноголосно обраний лідером політичної партії Центристський союз Молдови (ЦСМ).
10 лютого 2009 Центристський союз Молдови під керівництвом Васілє Тарлєва допущений до виборів в парламент Республіки Молдова. За їх підсумками ЦСМ не подолав виборчий поріг в 6 %, отримавши 2,75 % голосів виборців.
Після парламентських виборів 5 квітня 2009 разом з Думітру Брагішем, лідером Соціал-демократичної партії Молдови (СДП), оголосили, що на дострокові парламентські вибори підуть єдиним списком, а після виборів створять єдину соціал-демократичну партію. За підсумками виборів Соціал-демократична партія отримала 1,86 % голосів, не подолавши виборчий поріг в 5 %. Таким чином, Василе Тарлев депутатом не став.
19 листопада 2009 оголосив про вихід з Центристського союзу Молдови та відхід з політики.
15 вересня 2012 обраний співголовою партії «Відродження».
На парламентських виборах 2014 очолював список партії «Відродження», проте політформуваннями набрала всього лише 0,26 %, що не подолавши виборчий поріг в 6 %. Таким чином, Василе Тарлев депутатом не став.

### Погроза президента Вороніна на адресу виборців Тарлєва
« (Глава Гагаузії Михайло) Формузал, який від мене тікає, як заєць, сказав, що Гагаузія голосуватиме за Тарлєва. Будь ласка, підтримуйте Тарлєва, але майте на увазі, що всі бюлетені в його підтримку підуть на нуль, вони навіть в парламент не потраплять, вони просто полетять в далекі краї. І за інших, за яких будете голосувати, це викинуті голоси… Ваші бюлетені підуть тю-тю, так що думайте. Від неправильного голосування багато що залежить. Люди добрі, все, що ми будували вісім років, можемо запросто розтринькати. Ви передайте вашим друзям, знайомим та близьким, всім — нехай не жартують. А ми будемо ще з вашим керівництвом розбиратися за спроби грати якусь регіональну роль»\

## Кабінет Тарлєв-1
- Прем'єр-міністр
  - Васілє Тарлєв (19 квітня 2001 — 19 квітня 2005)
- Перший віце-прем'єр-міністр
  - Василь Іовв (31 січня 2002 — 19 квітня 2005)
- Віце-прем'єр-міністр
  - Валер'ян кристя (19 квітня 2001 — 19 квітня 2005)
- Віце-прем'єр-міністр, міністр сільського господарства та харчової промисловості
  - Дмитро Тодорогло (19 квітня 2001 — 19 квітня 2005)
- Віце-прем'єр-міністр, міністр економіки
  - Андрій Куку (19 квітня 2001 — 4 лютого 2002)
  - Штефан Одажіу (16 травня 2002 — 2 липня 2003)
  - Маріан Лупу (5 серпня 2003 — 24 березня 2005)
- Віце-прем'єр-міністр
  - Андрій Стратан (21 грудня 2004 — 19 квітня 2005)
- Міністр закордонних справ
  - Микола Черномаз (19 квітня 2001 — 27 липня 2001)
  - Юрій Лянке (27 липня 2001 — 3 вересня 2001) (і. про.)
  - Микола Дудеу (3 вересня 2001 — 4 лютого 2004)
  - Андрій Стратан (4 лютого 2004 — 19 квітня 2005)
- Міністр фінансів
  - Михайло Манолі (19 квітня 2001 — 7 лютого 2002)
  - Зінаїда Гречана (26 лютого 2002 — 19 квітня 2005)
- Міністр промисловості
  - Михайло Гарштя (19 квітня 2001 — 19 квітня 2005)
- Міністр енергетики
  - Іон Лешану (19 квітня 2001 — 27 липня 2001)
  - Якоб Тимчук (8 серпня 2001 — 19 квітня 2005)
- Міністр екології, будівництва та територіального розвитку
  - Георгій Дука (19 квітня 2001 — 5 лютого 2004)
- Міністр екології та природних ресурсів
  - Костянтин Міхеілеску (19 березня 2004 — 19 квітня 2005)
- Міністр транспорту та зв'язку
  - Віктор Цопа (19 квітня 2001 — 12 грудня 2001)
  - Анатолій Купцов (12 грудня 2001 — 13 листопада 2002)
  - Василь Згардан (5 грудня 2002 — 19 квітня 2005)
- Міністр праці та соціального захисту
  - Валеріан Ревенко (19 квітня 2001 — 19 квітня 2005)
- Міністр охорони здоров'я
  - Андрій Герман (19 квітня 2001 — 19 квітня 2005)
- Міністр просвіти
  - Ілля Ванча (19 квітня 2001 — 26 лютого 2002)
  - Георгій Сима (26 лютого 2002 — 2 липня 2003)
  - Валентин Бенюк (5 серпня 2003 — 19 квітня 2005)
- Міністр культури
  - Іон Пекурару (19 квітня 2001 — 23 грудня 2002)
  - В'ячеслав Мадан (23 грудня 2002 — 19 квітня 2005)
- Міністр внутрішніх справ
  - Василь Дрегенел (19 квітня 2001 — 27 лютого 2002)
  - Георгій Папук (27 лютого 2002 — 19 квітня 2005)
- Міністр оборони
  - Віктор Гайчук (19 квітня 2001 — 15 жовтня 2004)
  - Тудор Колеснюк (15 жовтня 2004 — 29 грудня 2004) (і. про.)
  - Валерій Плешка (29 грудня 2004 — 19 квітня 2005)
- Міністр юстиції
  - Іон Морів (19 квітня 2001 — 12 лютого 2003)
  - Василь Долгіеру (12 лютого 2003 — 8 липня 2004)
  - Вікторія Ифтоди (8 липня 2004 — 19 квітня 2005)
- Міністр реінтеграції
  - Василь Шова (12 грудня 2002 — 19 квітня 2005)
- Глава АТО Гагаузія (Башкан Гагауз Ери)
  - Дмитро Кройтор (19 квітня 2001 — 21 червня 2002)
  - Георгій Табунщик (15 листопада 2002 — 19 квітня 2005)
- Генеральний примар муніципія Кишинеу
  - Серафим Урекян (19 квітня 2001 — 5 лютого 2002)
- Президент Академії наук Молдови
  - Георгій Дука (24 серпня 2004 — 19 квітня 2005)

## Кабінет Тарлєв-2
- Прем'єр-міністр
  - Васілє Тарлєв (19 квітня 2005 — 31 березня 2008)
- Перший віце-прем'єр-міністр
  - Зінаїда Гречана (10 жовтня 2005 — 31 березня 2008)
- Віце-прем'єр-міністр
  - Валер'ян Кристя (19 квітня 2005 — 15 листопада 2006)
  - Віталій Врабіє (15 листопада 2006 — 16 липня 2007)
  - Віктор Степанюк (16 січня 2008 — 31 березня 2008)
- Віце-прем'єр-міністр, міністр закордонних справ та європейської інтеграції
  - Андрій Стратан (19 квітня 2005 — 31 березня 2008)
- Міністр економіки та торгівлі
  - Валерій Лазер (19 квітня 2005 — 18 вересня 2006)
  - Ігор Додон (18 вересня 2006 — 31 березня 2008)
- Міністр фінансів
  - Зінаїда Гречана (19 квітня 2005 — 10 жовтня 2005)
  - Михайло Поп (12 жовтня 2005 — 31 березня 2008)
- Міністр промисловості та інфраструктури
  - Володимир Антосій (19 квітня 2005 — 31 березня 2008)
- Міністр сільського господарства та харчової промисловості
  - Анатолій Городенко (19 квітня 2005 — 31 березня 2008)
- Міністр транспорту та дорожнього господарства
  - Мирон Гагауз (19 квітня 2005 — 23 січня 2007)
  - Василь Урсу (23 січня 2007 — 31 березня 2008)
- Міністр екології та природних ресурсів
  - Костянтин Міхеілеску (12 квітня 2005 — 27 лютого 2008)
  - Віолета Іванова (27 лютого 2008 — 31 березня 2008)
- Міністр освіти та молоді
  - Віктор Цвіркун (19 квітня 2005 — 31 березня 2008)
- Міністр охорони здоров'я та соціального захисту
  - Валеріан Ревенко (19 квітня 2005 — 8 листопада 2005)
  - Іон абАб (8 листопада 2005 — 31 березня 2008)
- Міністр соціального захисту, родини та дитини
  - Галина Балмош (22 січня 2007 — 31 березня 2008)
- Міністр культури та туризму
  - Артур Козма (19 квітня 2005 — 31 березня 2008)
- Міністр місцевого публічного управління
  - Віталій Врабіє (25 травня 2006 — 16 липня 2007)
  - Валентин Гузнак (16 липня 2007 — 31 березня 2008)
- Міністр юстиції
  - Вікторія Ифтоди (19 квітня 2005 — 20 вересня 2006)
  - Віталій Пирлог (20 вересня 2006 — 31 березня 2008)
- Міністр внутрішніх справ
  - Генерал Георгій Папук (19 квітня 2005 — 31 березня 2008)
- Міністр інформаційного розвитку
  - Володимир Моложен (19 квітня 2005 — 31 березня 2008)
- Міністр оборони
  - Валерій Плешка (19 квітня 2005 — 11 червня 2007)
  - Іон Штефан Коропчан (11 червня 2007 — 16 липня 2007) (і. про.)
  - Віталій Врабіє (16 липня 2007 — 31 березня 2008)
- Міністр реінтеграції
  - Василь Шова (19 квітня 2005 — 31 березня 2008)
- Президент Академії наук Молдови
  - Дука Георгій (19 квітня 2005 — 31 березня 2008)
- Глава АТО Гагаузія (Башкан Гагауз Ери)
  - Георгій Табунщик (19 квітня 2005 — 16 січня 2007)
  - Михайло Формузал (16 січня 2007 — 31 березня 2008)

## Родина
Одружений, має двох дітей.

## Нагороди
- 1997 — за особливі заслуги у праці та громадської діяльності нагороджений орденом «Gloria muncii» («Слава Праці»)
- 1999 — персональний золотий значок
- 2000 — золота медаль «за ефективний менеджмент»
- 2007 — за внесок у будівництво та ремонт церков та монастирів, Молдавською митрополією РПЦ нагороджений орденом «Stefan cel Mare si Sfint» (орденом святого благовірного господаря Стефана Великого)
- 2008 — За значні успіхи у професійній діяльності удостоєний найвищої державної нагороди «Орден Республіки»